# Джеймс Ватт-молодший
Джеймс Ватт-молодший (5 лютого 1769 — 2 червня 1848) — шотландський інженер, бізнесмен і активіст.

## Ранні роки життя
Він народився 5 лютого 1769 року в сім'ї Джеймса Ватта від його першої дружини Маргарет Міллер, мав зведеного брата Грегорі Ватта. Він отримав освіту в Вінсон-Грін поблизу Бірмінгема у преподобного Генрі Пікерінга. Його батько не зміг знайти кращу школу, хоча був незадоволений успіхами сина.
У 15 років Ватт провів рік на Бершамському металургійному заводі Джона Вілкінсона; а потім поїхав до Женеви. Там він ночував у Ніколя-Теодора де Соссюра і знав Марка-Огюста Пікте та Жана-Андре Делюка. Згодом він вивчав німецьку мову в Айзенах

## У Манчестері
У 1788 році Ватт повернувся до Англії та отримав посаду в торгівлі текстилем у Манчестері. Ватт працював там у лічильній палаті. Він потім був найнятий манчестерським радикалом Томасом Вокером, змінивши роботу безпосередньо перед заворушеннями Прістлі у липні 1791 року.
Манчестерське літературно-філософське товариство було лише однією з багатьох інтелектуальних груп у Манчестері того періоду: Вокер, Ватт, Томас Купер (1759–1841) і Семюел Джексон були лідерами в обговорення ліберальних реформ і поглядів Адама Сміта. Ватт став секретарем Товариства в 1790, з Джоном Ферріаром. На цьому етапі інтереси Ватта були досить широкими: Якоб Джозеф Вінтерль угорський хімік, Крістоф Майнерс, «Словник хімії», створений Джеймсом Кейром.
Ватт приєднався до Конституційного товариства, а потім почав працювати в Річарда і Томаса Вокерів. Купер, Джексон і Вокер були радикалами та аболіціоністами, видатні засновники Манчестерського конституційного товариства в 1790 році.

## У Франції
У березні 1792 року, під час Французької революції, Ватт поїхав до Парижа разом з Купером. У квітні вони передали у Клуб якобінців вітання від Манчестерського конституційного клубу. 13 квітня була відповідь від Жан-Луї Карра. Майже одразу Едмунд Берк засудив Ватта в британському парламенті разом із Купером і Вокером. Його ім’я поєднали з ім’ям Джозефа Прістлі.
У Парижі Ватт використовував рекомендаційні листи Прістлі. Зокрема, він познайомився з хіміками Антуаном Лавуазьє та Антуаном Франсуа, графом де Фуркруа, хоча розмова була лише про політику. Він також зустрівся з Вільямом Вордсвортом, який став другом. Протягом літа він мав ділові дискусії з Жан-Марі Ролан, віконт де ла Платьєр.
Спочатку Ватт підтримував революційних лідерів і захищав вересневу різанину. Пізніше в 1792 році Купера і Ватта запідозрили як прихильників Жака П’єра Бріссо, і вони виїхали до Італії. Ватт залишався у самовільному вигнанні з цілком обґрунтованим страхом перед судовими процедурами, які можуть бути вжиті проти нього. Коли на початку 1794 року кримінальне переслідування Вокера та Джексона зазнало невдачі, чорні хмари розійшлися.

## Пізніше життя
Повернувшись до Англії в 1794 році, Ватт відмовився від планів еміграції до Америки: вони були дуже реальними в 1793 році, коли Купер готувався їхати, і Прістлі все ще підбадьорював його в кінці наступного року. At that point Watt was watching closely the treason trials, in particular that of Thomas Hardy, about which he corresponded with Thomas Beddoes. Thomas Walker took heart from Hardy's acquittal by a jury, and felt able to speak out once more against the government.

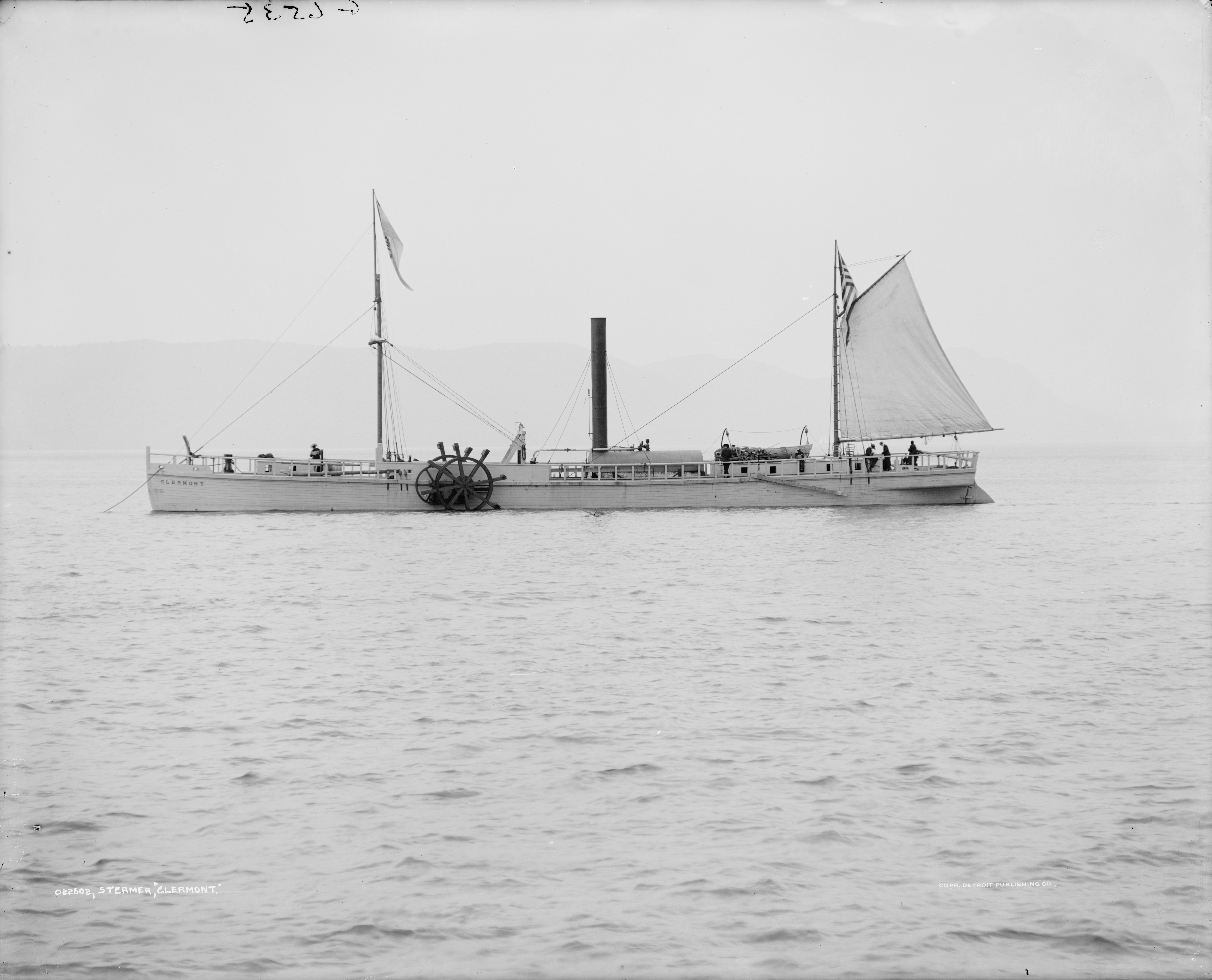
Репліка пароплава North River Steamboat, 1909 р.

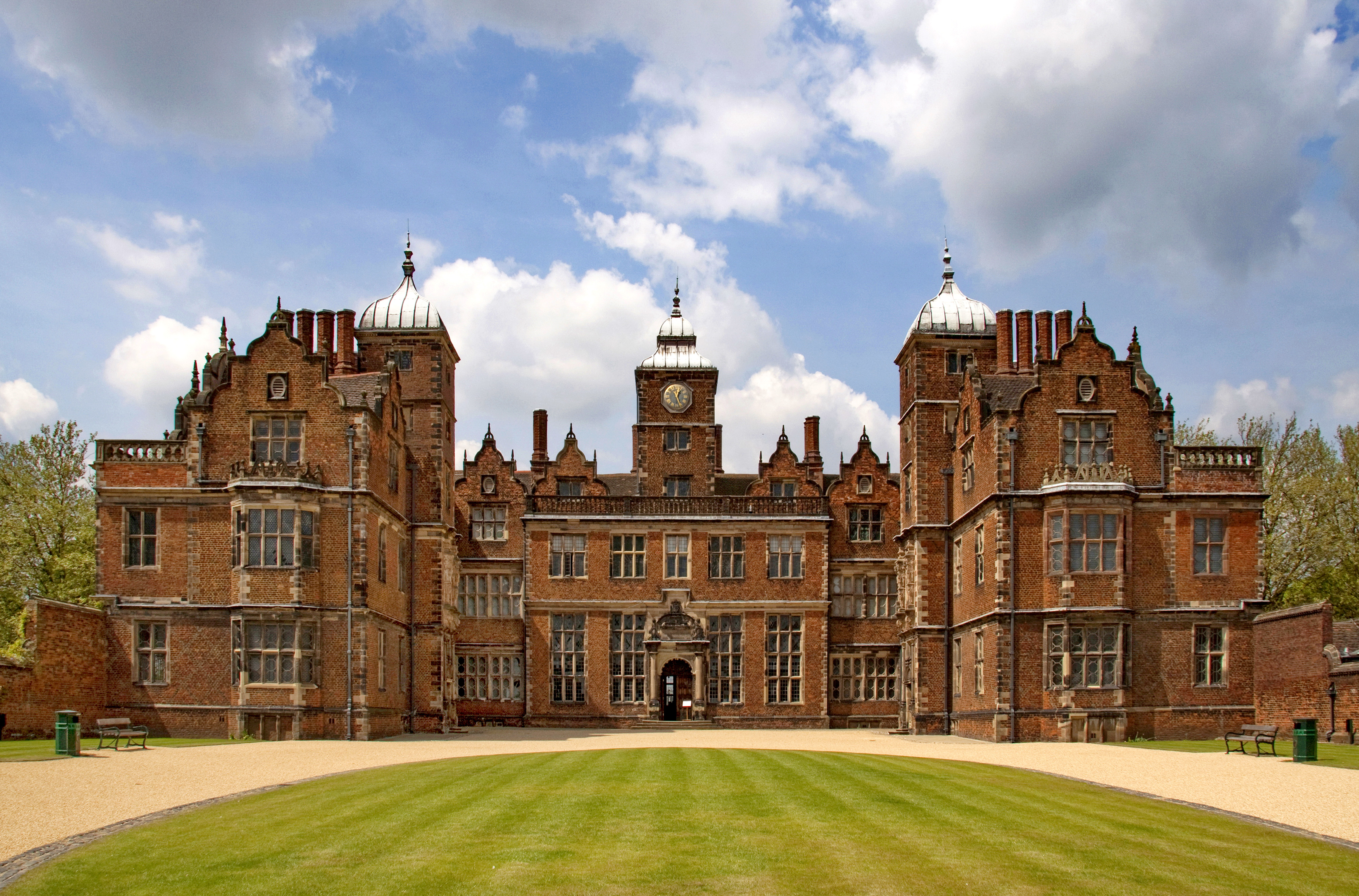
Aston Hall, Бірмінгем

Пізніше Ватт надав деяку технічну допомогу Роберту Фултону, забезпечивши в 1807 році для Фултона двигун для «North River Steamboat», який був першим пароплавом, який курсував на річці Гудзон. Почавши більш серйозно цікавитися морськими двигунами, він купив у 1817 році Каледонія вагою 102 тонни, оснастив її новими двигунами та вирушив на ній до Голландії та вгору Рейном до Кобленц, перший пароплав, який покинув англійський порт. Повернувшись, він значно вдосконалив морський паровий двигун.